# پبمارش
پبمارش (به انگلیسی: Pebmarsh) یک روستا و محله مدنی در بریتانیا است که در برینتری واقع شده‌است.